# 司务道
司务道（挪威語：Annie Skau Berntsen，1911年5月29日—1992年11月26日）挪威女传教士。1938年在伦敦內地會女宣教士訓練中心接受培训后前往中国陝西省東南部龍駒寨（今丹凤县城）一带传教。1951年離開中國。1953年，再次接受差派往香港調景嶺建立肺病療養院（靈實醫院）和聖約教會，1978年退休返回挪威。1992年11月26日去世。
她的传记见《陝西羚蹤》、《荒原上》以及《信心行傳》等三本书。